# Qui a tué mon père
Qui a tué mon père est un roman français de genre autobiographique écrit par Édouard Louis, paru au Seuil en mai 2018.

## Structure et récit
Le livre raconte de façon non chronologique différentes anecdotes de la vie de l'auteur avec son père. Édouard Louis y décrit différentes facettes de ce dernier, parfois contradictoires entre elles, entre les scènes d'amour et celles de violence. Le titre du livre n'est pas une question, et Édouard Louis dresse la liste de ceux qu'il juge responsables de la destruction du corps de son père. Ce sont selon lui des personnes politiques, ayant mené des réformes impactant la vie des plus démunis. Il cite par exemple les précédents présidents Jacques Chirac, Nicolas Sarkozy et François Hollande, ainsi qu'Emmanuel Macron, président en fonction lors de la parution du livre. Il dit vouloir « faire entrer leurs noms dans l'Histoire par vengeance ».

## Réception critique
Dans Télérama, Fabienne Pascaud parle d'une « ode poignante » qui « nous bouleverse encore ». De même, Pierre Vavasseur écrit dans Le Parisien que le livre est « rageur et poignant ». Éric Libiot déclare dans L'Express que Qui a tué mon père est « immédiatement touchant », et que l'auteur « écrit bien ». Il regrette en revanche que le récit soit « maigre, voire étriqué », l’œuvre ne comportant que 85 pages. À l'inverse, Frédéric Beigbeder écrit dans Le Figaro que l'œuvre serait un « Germinal réécrit par Calimero », moquant le changement de ton d'Édouard Louis vis-à-vis de son père, qu'il aurait « détruit » dans son premier ouvrage, En finir avec Eddy Bellegueule.
Le journal L'Opinion rapporte que le livre aurait été reçu positivement par des conseillers de l'Élysée. Bruno Roger-Petit considère ainsi que le diagnostic posé par Édouard Louis serait « très macronien ». Cette déclaration irrite l'auteur, répondant qu'il écrit « pour faire honte » au président Emmanuel Macron, et pour « donner des armes à ceux et celles qui [le] combattent ». 
Martin Hirsch, mis en cause dans l'ouvrage, lui répond dans Comment j'ai tué son père, publié chez Stock en 2019. 

## Adaptation au théâtre et au cinéma
Dans les remerciements à la fin de son livre, Louis mentionne « Stanislas Nordey, qui a été à l'origine de ce texte ». En 2019, le directeur du théâtre national de Strasbourg adapte le récit d'Edouard Louis, interprétant le rôle de l'auteur, face à un père représenté par un mannequin, dans une mise en scène s'inspirant de la préface du roman, qui commence par « Si ce texte était un texte de théâtre […] »,. La pièce est jouée au Théâtre national de la Colline, puis, en mai, au Théâtre national de Strasbourg.
Édouard Louis annonce travailler avec Thomas Ostermeier sur une nouvelle adaptation du roman, où il s'apprête à incarner sur scène son propre rôle. Une première étape de travail est présentée en février 2020 au Théâtre des Abbesses. La journaliste du New York Times Laura Cappelle loue l'authenticité et la vulnérabilité dont, selon elle, Édouard Louis fait preuve pour ses premiers pas sur scène.  
En 2021, Édouard Louis annonce que le réalisateur oscarisé James Ivory adapte et scénarise Qui a tué mon père ? et En finir avec Eddy Bellegueule en une série télévisuelle, intitulée « The End of Eddy ».   

## Traductions
Une traduction en allemand a été publiée en janvier 2019 par l'éditeur S. Fischer Verlag.